# Eugenia kameruniana
Eugenia kameruniana är en myrtenväxtart som beskrevs av Adolf Engler. Eugenia kameruniana ingår i släktet Eugenia och familjen myrtenväxter. IUCN kategoriserar arten globalt som akut hotad.
Artens utbredningsområde är Kamerun. Inga underarter finns listade i Catalogue of Life.